# Catasetum osculatum
Catasetum osculatum är en orkidéart som beskrevs av Lacerda och Vitorino Paiva Castro. Catasetum osculatum ingår i släktet Catasetum och familjen orkidéer. Inga underarter finns listade i Catalogue of Life.

## Bildgalleri

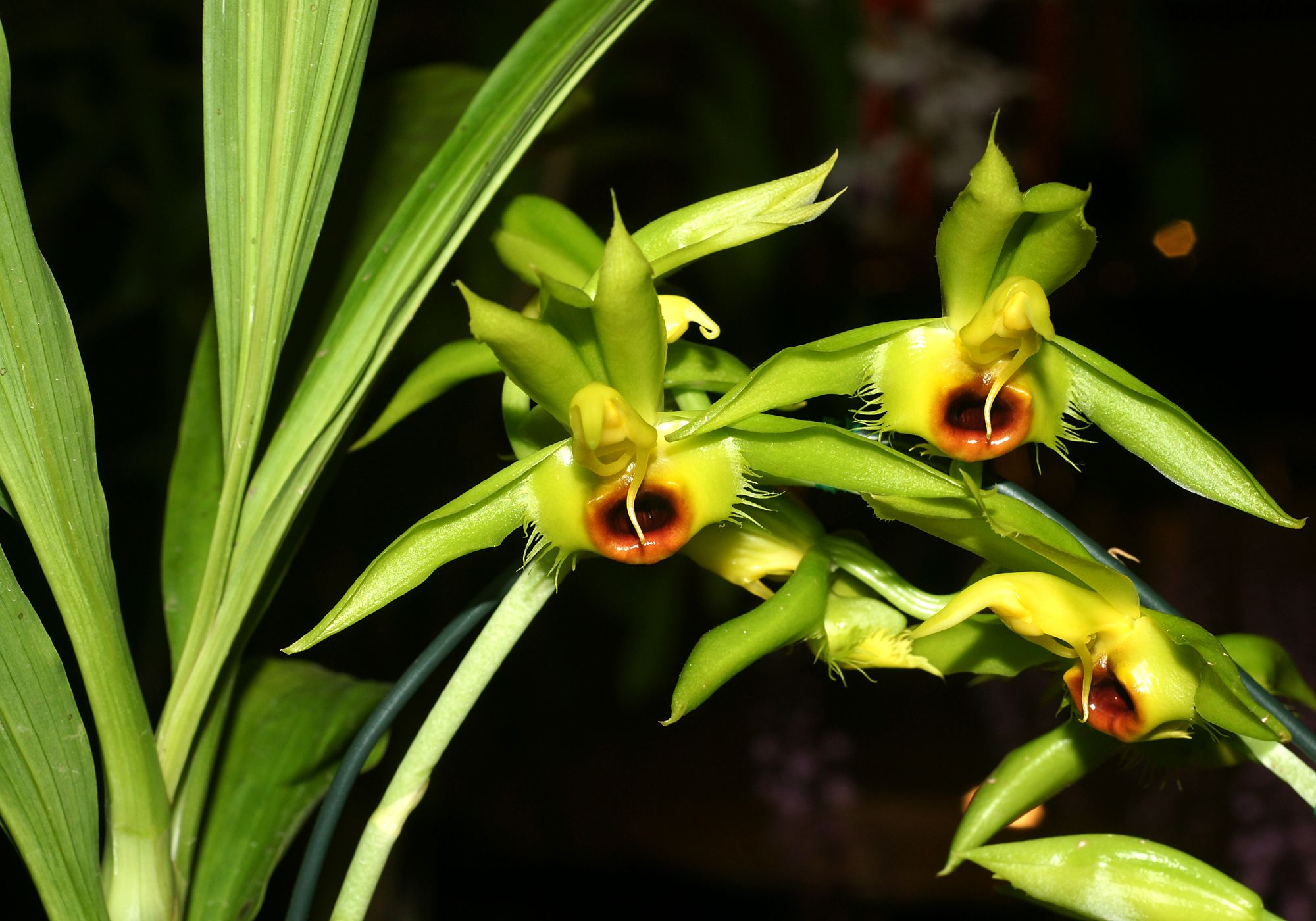
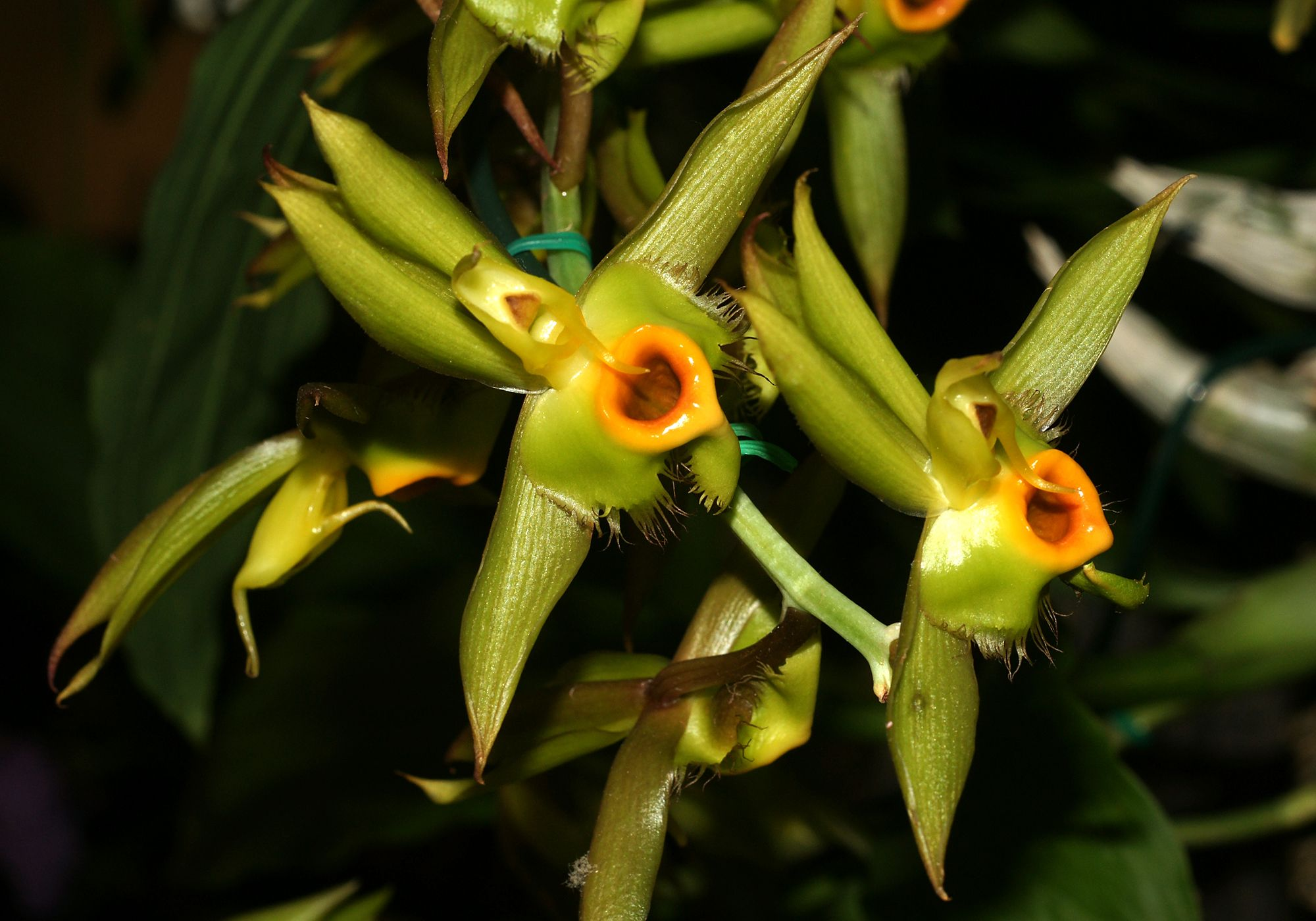
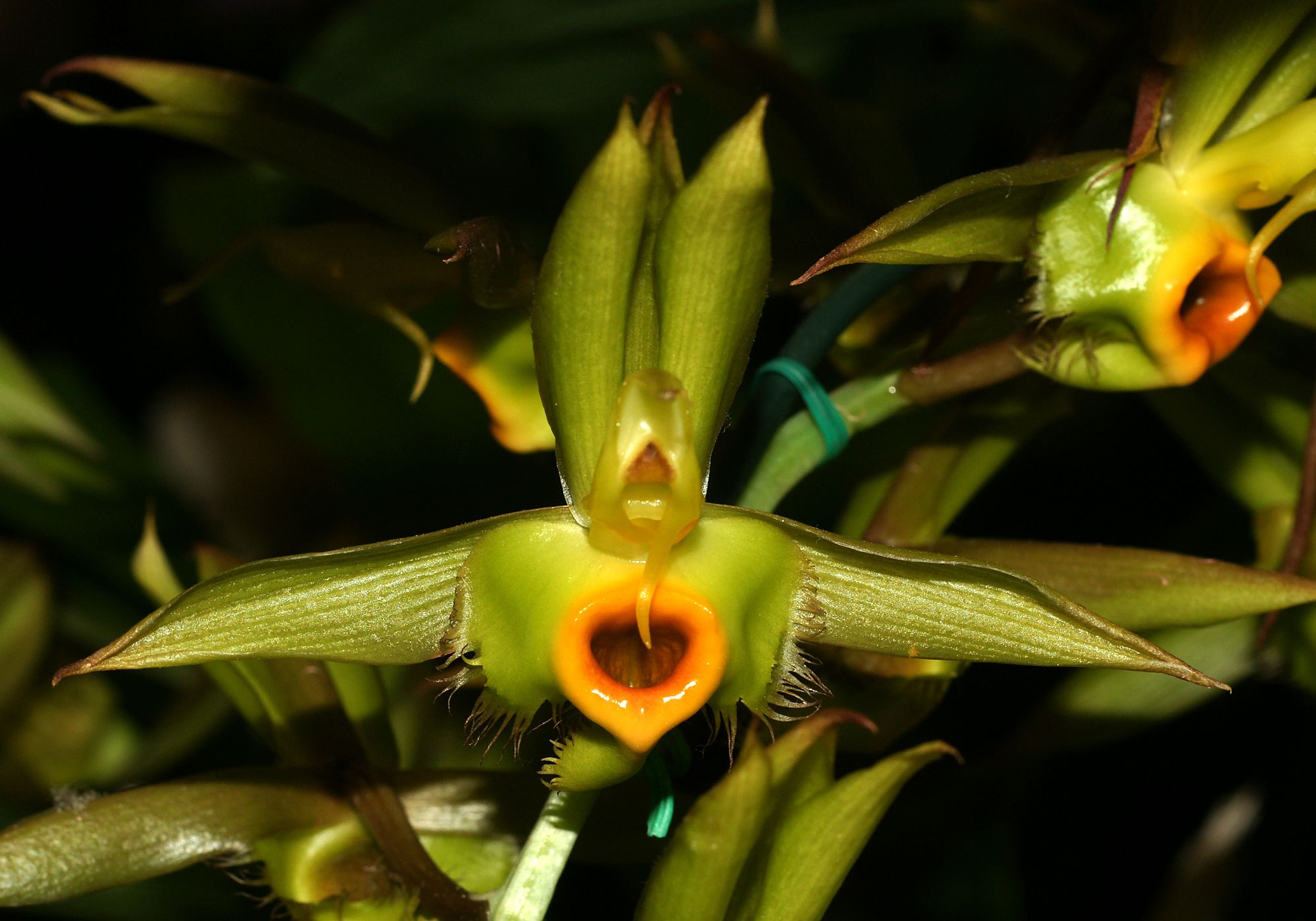